# Milà-Sanremo 2022
La Milà-Sanremo 2022, 113a edició de la Milà-Sanremo, es disputà el dissabte 19 de març de 2022 sobre un recorregut de 293 km. La cursa formà part de l'UCI World Tour 2022.
El vencedor final fou Matej Mohorič (Bahrain Victorious), que s'imposà en solitari en l'arribada a Milà-Sanremo després d'atacar en el descens al Poggio. El francès Anthony Turgis (Team TotalEnergies), que atacà en el darrer quilòmetre, fou segon, mentre Mathieu van der Poel (Alpecin-Fenix) fou tercer, tot encapçalant el gran grup.

## Equips participants
En la cursa hi prendran part 24 equips, els 18 equips UCI WorldTeams i sis equips convidats de categoria UCI ProTeams.
| WorldTeams (18)- AG2R Citroën Team - Astana Qazaqstan Team - Bahrain Victorious - Bora-Hansgrohe - Cofidis - EF Education-EasyPost - Groupama-FDJ - Ineos Grenadiers - Intermarché-Wanty-Gobert Matériaux - Israel-Premier Tech - Jumbo-Visma - Lotto-Soudal - Movistar Team - Quick-Step Alpha Vinyl - BikeExchange-Jayco - Team DSM - Trek-Segafredo - UAE Team Emirates ProTeams (6)- Alpecin-Fenix - Arkéa-Samsic - Bardiani-CSF-Faizanè - Drone Hopper-Androni Giocattoli - Eolo-Kometa - TotalEnergies |
| |

## Classificació final
| \| Classificació general \| Classificació general \| Classificació general \| Classificació general \| Classificació general \| \| Corredor \| Corredor \| Equip \| Temps \| \| \| --------------------- \| ----------------------- \| ---------------------------------- \| --------------------- \| --------------------- \| \| 1r \| Matej Mohorič \| Bahrain Victorious \| 6h 27' 49" \| \| \| 2n \| Anthony Turgis \| TotalEnergies \| + 2" \| \| \| 3r \| Mathieu van der Poel \| Alpecin-Fenix \| + 2" \| \| \| 4t \| Michael Matthews \| BikeExchange-Jayco \| + 2" \| \| \| 5è \| Tadej Pogačar \| UAE Team Emirates \| + 2" \| \| \| 6è \| Mads Pedersen \| Trek-Segafredo \| + 2" \| \| \| 7è \| Søren Kragh Andersen \| Team DSM \| + 2" \| \| \| 8è \| Wout van Aert \| Jumbo-Visma \| + 2" \| \| \| 9è \| Jan Tratnik \| Bahrain Victorious \| + 5" \| \| \| 10è \| Arnaud Démare \| Groupama-FDJ \| + 11" \| \| \| 11è \| Vincenzo Albanese \| Eolo-Kometa \| + 11" \| \| \| 12è \| Biniam Girmay \| Intermarché-Wanty-Gobert Matériaux \| + 11" \| \| \| 13è \| Alexander Aranburu Deba \| Movistar Team \| + 11" \| \| \| 14è \| Florian Sénéchal \| Quick-Step Alpha Vinyl \| + 11" \| \| \| 15è \| Damiano Caruso \| Bahrain Victorious \| + 11" \| \| \| 16è \| Michał Kwiatkowski \| Ineos Grenadiers \| + 11" \| \| \| 17è \| Primož Roglič \| Jumbo-Visma \| + 11" \| \| \| 18è \| Giacomo Nizzolo \| Israel-Premier Tech \| + 21" \| \| \| 19è \| Lorenzo Rota \| Intermarché-Wanty-Gobert Matériaux \| + 21" \| \| \| 20è \| Quentin Pacher \| Groupama-FDJ \| + 21" \| \| |                         |                                    |            |
| |                         |                                    |            |
| Font: ProCyclingStats |                         |                                    |            |
| Classificació general |                         |                                    |            |
| Corredor | Corredor                | Equip                              | Temps      |
| 1r | Matej Mohorič           | Bahrain Victorious                 | 6h 27' 49" |
| 2n | Anthony Turgis          | TotalEnergies                      | + 2"       |
| 3r | Mathieu van der Poel    | Alpecin-Fenix                      | + 2"       |
| 4t | Michael Matthews        | BikeExchange-Jayco                 | + 2"       |
| 5è | Tadej Pogačar           | UAE Team Emirates                  | + 2"       |
| 6è | Mads Pedersen           | Trek-Segafredo                     | + 2"       |
| 7è | Søren Kragh Andersen    | Team DSM                           | + 2"       |
| 8è | Wout van Aert           | Jumbo-Visma                        | + 2"       |
| 9è | Jan Tratnik             | Bahrain Victorious                 | + 5"       |
| 10è | Arnaud Démare           | Groupama-FDJ                       | + 11"      |
| 11è | Vincenzo Albanese       | Eolo-Kometa                        | + 11"      |
| 12è | Biniam Girmay           | Intermarché-Wanty-Gobert Matériaux | + 11"      |
| 13è | Alexander Aranburu Deba | Movistar Team                      | + 11"      |
| 14è | Florian Sénéchal        | Quick-Step Alpha Vinyl             | + 11"      |
| 15è | Damiano Caruso          | Bahrain Victorious                 | + 11"      |
| 16è | Michał Kwiatkowski      | Ineos Grenadiers                   | + 11"      |
| 17è | Primož Roglič           | Jumbo-Visma                        | + 11"      |
| 18è | Giacomo Nizzolo         | Israel-Premier Tech                | + 21"      |
| 19è | Lorenzo Rota            | Intermarché-Wanty-Gobert Matériaux | + 21"      |
| 20è | Quentin Pacher          | Groupama-FDJ                       | + 21"      |

## Llista de participants
| Trek-Segafredo TFS | Trek-Segafredo TFS        | Trek-Segafredo TFS |
| ------------------ | ------------------------- | ------------------ |
| Núm                | Ciclista                  | Pos                |
| 1                  | Mads Pedersen (DEN)       | 6è                 |
| 2                  | Gianluca Brambilla (ITA)  | 21è                |
| 3                  | Tony Gallopin (FRA)       | 139è               |
| 4                  | Alex Kirsch (LUX)         | 40è                |
| 5                  | Jacopo Mosca (ITA)        | 155è               |
| 6                  | Simon Pellaud (SUI)       | 133è               |
| 7                  | Toms Skujiņš (LAT) (ruta) | 88è                |

| AG2R Citroën Team ACT | AG2R Citroën Team ACT   | AG2R Citroën Team ACT |
| --------------------- | ----------------------- | --------------------- |
| Núm                   | Ciclista                | Pos                   |
| 11                    | Greg Van Avermaet (BEL) | 35è                   |
| 12                    | Benoît Cosnefroy (FRA)  | 78è                   |
| 13                    | Bob Jungels (LUX)       | 52è                   |
| 14                    | Mikaël Cherel (FRA)     | 119è                  |
| 15                    | Gijs Van Hoecke (BEL)   | 134è                  |
| 16                    | Andrea Vendrame (ITA)   | 30è                   |
| 17                    | Lawrence Warbasse (USA) | 79è                   |

| Alpecin-Fenix AFC | Alpecin-Fenix AFC          | Alpecin-Fenix AFC |
| ----------------- | -------------------------- | ----------------- |
| Núm               | Ciclista                   | Pos               |
| 21                | Mathieu van der Poel (NED) | 3r                |
| 22                | Silvan Dillier (SUI)       | 102è              |
| 23                | Michael Gogl (AUT)         | 112è              |
| 24                | Stefano Oldani (ITA)       | 43è               |
| 25                | Jasper Philipsen (BEL)     | 66è               |
| 26                | Kristian Sbaragli (ITA)    | 39è               |
| 27                | Robert Stannard (AUS)      | NP                |

| Astana Qazaqstan Team AST | Astana Qazaqstan Team AST | Astana Qazaqstan Team AST |
| ------------------------- | ------------------------- | ------------------------- |
| Núm                       | Ciclista                  | Pos                       |
| 31                        | Gianni Moscon (ITA)       | 101è                      |
| 32                        | Manuele Boaro (ITA)       | 73è                       |
| 33                        | Fabio Felline (ITA)       | 47è                       |
| 34                        | Leonardo Basso (ITA)      | 126è                      |
| 35                        | Ievgueni Guiditx (KAZ)    | 94è                       |
| 36                        | Davide Martinelli (ITA)   | 137è                      |
| 37                        | Artiom Zakhàrov (KAZ)     | 117è                      |

| Bahrain Victorious TBV | Bahrain Victorious TBV     | Bahrain Victorious TBV |
| ---------------------- | -------------------------- | ---------------------- |
| Núm                    | Ciclista                   | Pos                    |
| 41                     | Phil Bauhaus (GER)         | 136è                   |
| 42                     | Damiano Caruso (ITA)       | 15è                    |
| 43                     | Jonathan Milan (ITA)       | 115è                   |
| 44                     | Matej Mohorič (SLO) (ruta) | 1r                     |
| 45                     | Jasha Sütterlin (GER)      | 70è                    |
| 46                     | Jan Tratnik (SLO)          | 9è                     |
| 47                     | Yukiya Arashiro (JPN)      | 111è                   |

| Bardiani CSF Faizanè BCF | Bardiani CSF Faizanè BCF | Bardiani CSF Faizanè BCF |
| ------------------------ | ------------------------ | ------------------------ |
| Núm                      | Ciclista                 | Pos                      |
| 51                       | Sacha Modolo (ITA)       | 106è                     |
| 52                       | Luca Covili (ITA)        | 82è                      |
| 53                       | Filippo Fiorelli (ITA)   | 29è                      |
| 54                       | Davide Gabburo (ITA)     | 96è                      |
| 55                       | Omar El Gouzi (ITA)      | 120è                     |
| 56                       | Alessandro Tonelli (ITA) | 67è                      |
| 57                       | Filippo Zana (ITA)       | 98è                      |

| Bora-Hansgrohe BOH | Bora-Hansgrohe BOH       | Bora-Hansgrohe BOH |
| ------------------ | ------------------------ | ------------------ |
| Núm                | Ciclista                 | Pos                |
| 62                 | Giovanni Aleotti (ITA)   | 105è               |
| 63                 | Cesare Benedetti (POL)   | 54è                |
| 64                 | Marco Haller (AUT)       | 50è                |
| 65                 | Ryan Mullen (IRL) (ruta) | 143è               |
| 66                 | Ide Schelling (NED)      | DNF                |
| 67                 | Danny van Poppel (NED)   | 141è               |

| Cofidis COF | Cofidis COF               | Cofidis COF |
| ----------- | ------------------------- | ----------- |
| Núm         | Ciclista                  | Pos         |
| 71          | Bryan Coquard (FRA)       | 37è         |
| 72          | Davide Cimolai (ITA)      | 157è        |
| 73          | Simone Consonni (ITA)     | 28è         |
| 74          | Simon Geschke (GER)       | 32è         |
| 75          | Pierre-Luc Périchon (FRA) | 109è        |
| 76          | Szymon Sajnok (POL)       | 129è        |
| 77          | Davide Villella (ITA)     | 110è        |

| Drone Hopper-Androni Giocattoli DRA | Drone Hopper-Androni Giocattoli DRA | Drone Hopper-Androni Giocattoli DRA |
| ----------------------------------- | ----------------------------------- | ----------------------------------- |
| Núm                                 | Ciclista                            | Pos                                 |
| 81                                  | Didier Merchán (COL)                | DNF                                 |
| 82                                  | Eduard-Michael Grosu (ROU)          | 156è                                |
| 83                                  | Umberto Marengo (ITA)               | 153è                                |
| 84                                  | Jhonatan Restrepo Valencia (COL)    | 59è                                 |
| 85                                  | Filippo Tagliani (ITA)              | 152è                                |
| 86                                  | Edoardo Zardini (ITA)               | 113è                                |
| 87                                  | Ricardo Zurita (ESP)                | 142è                                |

| EF Education-EasyPost EFE | EF Education-EasyPost EFE      | EF Education-EasyPost EFE |
| ------------------------- | ------------------------------ | ------------------------- |
| Núm                       | Ciclista                       | Pos                       |
| 91                        | Alberto Bettiol (ITA)          | 131è                      |
| 92                        | Owain Doull (GBR)              | 36è                       |
| 93                        | Michael Valgren Andersen (DEN) | 25è                       |
| 94                        | Jonas Rutsch (GER)             | 87è                       |
| 95                        | Thomas Scully (NZL)            | 132è                      |
| 96                        | James Shaw (GBR)               | 135è                      |
| 97                        | Julius van den Berg (NED)      | 147è                      |

| Eolo-Kometa EOK | Eolo-Kometa EOK         | Eolo-Kometa EOK |
| --------------- | ----------------------- | --------------- |
| Núm             | Ciclista                | Pos             |
| 101             | Vincenzo Albanese (ITA) | 11è             |
| 102             | Davide Bais (ITA)       | 97è             |
| 103             | Francesco Gavazzi (ITA) | 44è             |
| 104             | Mirco Maestri (ITA)     | 84è             |
| 105             | Samuele Rivi (ITA)      | 74è             |
| 106             | Diego Rosa (ITA)        | 46è             |
| 107             | Diego Sevilla (ESP)     | 65è             |

| Groupama-FDJ GFC | Groupama-FDJ GFC                 | Groupama-FDJ GFC |
| ---------------- | -------------------------------- | ---------------- |
| Núm              | Ciclista                         | Pos              |
| 111              | Arnaud Démare (FRA)              | 10è              |
| 112              | Kevin Geniets (LUX) (ruta)       | 107è             |
| 113              | Quentin Pacher (FRA)             | 20è              |
| 114              | Ignatas Konovalovas (LTU) (ruta) | DNF              |
| 115              | Anthony Roux (FRA)               | 128è             |
| 116              | Miles Scotson (AUS)              | 149è             |
| 117              | Clément Davy (FRA)               | 150è             |

| Ineos Grenadiers IGD | Ineos Grenadiers IGD     | Ineos Grenadiers IGD |
| -------------------- | ------------------------ | -------------------- |
| Núm                  | Ciclista                 | Pos                  |
| 121                  | Michał Kwiatkowski (POL) | 16è                  |
| 122                  | Filippo Ganna (ITA)      | 51è                  |
| 123                  | Ethan Hayter (GBR)       | 56è                  |
| 124                  | Thomas Pidcock (GBR)     | DNF                  |
| 125                  | Luke Rowe (GBR)          | 85è                  |
| 126                  | Ben Swift (GBR) (ruta)   | 108è                 |
| 127                  | Elia Viviani (ITA)       | 116è                 |

| Intermarché-Wanty-Gobert Matériaux IWG | Intermarché-Wanty-Gobert Matériaux IWG | Intermarché-Wanty-Gobert Matériaux IWG |
| -------------------------------------- | -------------------------------------- | -------------------------------------- |
| Núm                                    | Ciclista                               | Pos                                    |
| 131                                    | Alexander Kristoff (NOR)               | 26è                                    |
| 132                                    | Biniam Girmay (ERI)                    | 12è                                    |
| 133                                    | Andrea Pasqualon (ITA)                 | 91è                                    |
| 134                                    | Lorenzo Rota (ITA)                     | 19è                                    |
| 135                                    | Rein Taaramäe (EST)                    | 140è                                   |
| 136                                    | Loïc Vliegen (BEL)                     | 93è                                    |
| 137                                    | Simone Petilli (ITA)                   | 69è                                    |

| Israel-Premier Tech IPT | Israel-Premier Tech IPT  | Israel-Premier Tech IPT |
| ----------------------- | ------------------------ | ----------------------- |
| Núm                     | Ciclista                 | Pos                     |
| 141                     | Giacomo Nizzolo (ITA)    | 18è                     |
| 142                     | Matthias Brändle (AUT)   | 83è                     |
| 143                     | Alexander Cataford (CAN) | 95è                     |
| 144                     | Alex Dowsett (GBR)       | 80è                     |
| 145                     | Omer Goldstein (ISR)     | 48è                     |
| 146                     | Krists Neilands (LAT)    | 21è                     |
| 147                     | Rick Zabel (GER)         | 71è                     |

| Jumbo-Visma TJV | Jumbo-Visma TJV            | Jumbo-Visma TJV |
| --------------- | -------------------------- | --------------- |
| Núm             | Ciclista                   | Pos             |
| 151             | Wout van Aert (BEL) (ruta) | 8è              |
| 152             | Edoardo Affini (ITA)       | 154è            |
| 153             | Christophe Laporte (FRA)   | 22è             |
| 154             | Primož Roglič (SLO)        | 17è             |
| 155             | Tosh Van der Sande (BEL)   | 99è             |
| 156             | Jos van Emden (NED)        | 158è            |
| 157             | Nathan Van Hooydonck (BEL) | 58è             |

| Lotto-Soudal LTS | Lotto-Soudal LTS         | Lotto-Soudal LTS |
| ---------------- | ------------------------ | ---------------- |
| Núm              | Ciclista                 | Pos              |
| 162              | Filippo Conca (ITA)      | 145è             |
| 163              | Frederik Frison (BEL)    | 90è              |
| 164              | Philippe Gilbert (BEL)   | 144è             |
| 165              | Roger Kluge (GER)        | DNF              |
| 166              | Maxim Van Gils (BEL)     | 34è              |
| 167              | Florian Vermeersch (BEL) | 125è             |

| Movistar Team MOV | Movistar Team MOV               | Movistar Team MOV |
| ----------------- | ------------------------------- | ----------------- |
| Núm               | Ciclista                        | Pos               |
| 171               | Alexander Aranburu Deba (ESP)   | 13è               |
| 172               | William Barta (USA)             | 61è               |
| 173               | Iñigo Elosegui (ESP)            | 100è              |
| 174               | Iván García Cortina (ESP)       | 23è               |
| 175               | Abner González (PUR)            | 45è               |
| 176               | Max Kanter (GER)                | 103è              |
| 177               | Gonzalo Serrano Rodríguez (ESP) | 41è               |

| Quick-Step Alpha Vinyl QST | Quick-Step Alpha Vinyl QST  | Quick-Step Alpha Vinyl QST |
| -------------------------- | --------------------------- | -------------------------- |
| Núm                        | Ciclista                    | Pos                        |
| 181                        | Fabio Jakobsen (NED)        | 86è                        |
| 182                        | Andrea Bagioli (ITA)        | 60è                        |
| 183                        | Rémi Cavagna (FRA) (ruta)   | 127è                       |
| 184                        | Mattia Cattaneo (ITA)       | 104è                       |
| 185                        | Mikkel Frølich Honoré (DEN) | 38è                        |
| 186                        | Florian Sénéchal (FRA)      | 14è                        |
| 187                        | Zdeněk Štybar (CZE)         | 68è                        |

| Arkéa-Samsic ARK | Arkéa-Samsic ARK     | Arkéa-Samsic ARK |
| ---------------- | -------------------- | ---------------- |
| Núm              | Ciclista             | Pos              |
| 191              | Nacer Bouhanni (FRA) | 27è              |
| 192              | Maxime Bouet (FRA)   | 64è              |
| 193              | Romain Hardy (FRA)   | 151è             |
| 194              | Kévin Ledanois (FRA) | 121è             |
| 195              | Laurent Pichon (FRA) | 76è              |
| 196              | Clément Russo (FRA)  | 75è              |
| 197              | Connor Swift (GBR)   | 77è              |

| BikeExchange-Jayco BEX | BikeExchange-Jayco BEX    | BikeExchange-Jayco BEX |
| ---------------------- | ------------------------- | ---------------------- |
| Núm                    | Ciclista                  | Pos                    |
| 201                    | Michael Matthews (AUS)    | 4t                     |
| 202                    | Lawson Craddock (USA)     | 124è                   |
| 203                    | Luke Durbridge (AUS)      | 55è                    |
| 204                    | Alexander Edmondson (AUS) | 123è                   |
| 205                    | Alexander Konychev (ITA)  | 114è                   |
| 206                    | Cameron Meyer (AUS)       | 148è                   |
| 207                    | Luka Mezgec (SLO)         | 33è                    |

| Team DSM DSM | Team DSM DSM               | Team DSM DSM |
| ------------ | -------------------------- | ------------ |
| Núm          | Ciclista                   | Pos          |
| 211          | Chris Hamilton (AUS)       | 62è          |
| 212          | Romain Combaud (FRA)       | 122è         |
| 213          | Søren Kragh Andersen (DEN) | 7è           |
| 214          | Andreas Leknessund (NOR)   | 53è          |
| 215          | Joris Nieuwenhuis (NED)    | 63è          |
| 216          | Martijn Tusveld (NED)      | 130è         |
| 217          | Kevin Vermaerke (USA)      | 159è         |

| TotalEnergies TEN | TotalEnergies TEN          | TotalEnergies TEN |
| ----------------- | -------------------------- | ----------------- |
| Núm               | Ciclista                   | Pos               |
| 221               | Peter Sagan (SVK) (ruta)   | 92è               |
| 222               | Edvald Boasson Hagen (NOR) | 81è               |
| 223               | Maciej Bodnar (POL)        | 146è              |
| 224               | Niccolò Bonifazio (ITA)    | 49è               |
| 225               | Daniel Oss (ITA)           | 42è               |
| 226               | Julien Simon (FRA)         | 138è              |
| 227               | Anthony Turgis (FRA)       | 2n                |

| UAE Team Emirates UAD | UAE Team Emirates UAD | UAE Team Emirates UAD |
| --------------------- | --------------------- | --------------------- |
| Núm                   | Ciclista              | Pos                   |
| 231                   | Tadej Pogačar (SLO)   | 5è                    |
| 232                   | Alessandro Covi (ITA) | 72è                   |
| 233                   | Davide Formolo (ITA)  | DNF                   |
| 234                   | Ryan Gibbons (RSA)    | 89è                   |
| 235                   | Jan Polanc (SLO)      | 57è                   |
| 236                   | Oliviero Troia (ITA)  | 118è                  |
| 237                   | Diego Ulissi (ITA)    | 24è                   |

| Trek-Segafredo TFS | Trek-Segafredo TFS        | Trek-Segafredo TFS |
| ------------------ | ------------------------- | ------------------ |
| Núm                | Ciclista                  | Pos                |
| 1                  | Mads Pedersen (DEN)       | 6è                 |
| 2                  | Gianluca Brambilla (ITA)  | 21è                |
| 3                  | Tony Gallopin (FRA)       | 139è               |
| 4                  | Alex Kirsch (LUX)         | 40è                |
| 5                  | Jacopo Mosca (ITA)        | 155è               |
| 6                  | Simon Pellaud (SUI)       | 133è               |
| 7                  | Toms Skujiņš (LAT) (ruta) | 88è                |

| AG2R Citroën Team ACT | AG2R Citroën Team ACT   | AG2R Citroën Team ACT |
| --------------------- | ----------------------- | --------------------- |
| Núm                   | Ciclista                | Pos                   |
| 11                    | Greg Van Avermaet (BEL) | 35è                   |
| 12                    | Benoît Cosnefroy (FRA)  | 78è                   |
| 13                    | Bob Jungels (LUX)       | 52è                   |
| 14                    | Mikaël Cherel (FRA)     | 119è                  |
| 15                    | Gijs Van Hoecke (BEL)   | 134è                  |
| 16                    | Andrea Vendrame (ITA)   | 30è                   |
| 17                    | Lawrence Warbasse (USA) | 79è                   |

| Alpecin-Fenix AFC | Alpecin-Fenix AFC          | Alpecin-Fenix AFC |
| ----------------- | -------------------------- | ----------------- |
| Núm               | Ciclista                   | Pos               |
| 21                | Mathieu van der Poel (NED) | 3r                |
| 22                | Silvan Dillier (SUI)       | 102è              |
| 23                | Michael Gogl (AUT)         | 112è              |
| 24                | Stefano Oldani (ITA)       | 43è               |
| 25                | Jasper Philipsen (BEL)     | 66è               |
| 26                | Kristian Sbaragli (ITA)    | 39è               |
| 27                | Robert Stannard (AUS)      | NP                |

| Astana Qazaqstan Team AST | Astana Qazaqstan Team AST | Astana Qazaqstan Team AST |
| ------------------------- | ------------------------- | ------------------------- |
| Núm                       | Ciclista                  | Pos                       |
| 31                        | Gianni Moscon (ITA)       | 101è                      |
| 32                        | Manuele Boaro (ITA)       | 73è                       |
| 33                        | Fabio Felline (ITA)       | 47è                       |
| 34                        | Leonardo Basso (ITA)      | 126è                      |
| 35                        | Ievgueni Guiditx (KAZ)    | 94è                       |
| 36                        | Davide Martinelli (ITA)   | 137è                      |
| 37                        | Artiom Zakhàrov (KAZ)     | 117è                      |

| Bahrain Victorious TBV | Bahrain Victorious TBV     | Bahrain Victorious TBV |
| ---------------------- | -------------------------- | ---------------------- |
| Núm                    | Ciclista                   | Pos                    |
| 41                     | Phil Bauhaus (GER)         | 136è                   |
| 42                     | Damiano Caruso (ITA)       | 15è                    |
| 43                     | Jonathan Milan (ITA)       | 115è                   |
| 44                     | Matej Mohorič (SLO) (ruta) | 1r                     |
| 45                     | Jasha Sütterlin (GER)      | 70è                    |
| 46                     | Jan Tratnik (SLO)          | 9è                     |
| 47                     | Yukiya Arashiro (JPN)      | 111è                   |

| Bardiani CSF Faizanè BCF | Bardiani CSF Faizanè BCF | Bardiani CSF Faizanè BCF |
| ------------------------ | ------------------------ | ------------------------ |
| Núm                      | Ciclista                 | Pos                      |
| 51                       | Sacha Modolo (ITA)       | 106è                     |
| 52                       | Luca Covili (ITA)        | 82è                      |
| 53                       | Filippo Fiorelli (ITA)   | 29è                      |
| 54                       | Davide Gabburo (ITA)     | 96è                      |
| 55                       | Omar El Gouzi (ITA)      | 120è                     |
| 56                       | Alessandro Tonelli (ITA) | 67è                      |
| 57                       | Filippo Zana (ITA)       | 98è                      |

| Bora-Hansgrohe BOH | Bora-Hansgrohe BOH       | Bora-Hansgrohe BOH |
| ------------------ | ------------------------ | ------------------ |
| Núm                | Ciclista                 | Pos                |
| 62                 | Giovanni Aleotti (ITA)   | 105è               |
| 63                 | Cesare Benedetti (POL)   | 54è                |
| 64                 | Marco Haller (AUT)       | 50è                |
| 65                 | Ryan Mullen (IRL) (ruta) | 143è               |
| 66                 | Ide Schelling (NED)      | DNF                |
| 67                 | Danny van Poppel (NED)   | 141è               |

| Cofidis COF | Cofidis COF               | Cofidis COF |
| ----------- | ------------------------- | ----------- |
| Núm         | Ciclista                  | Pos         |
| 71          | Bryan Coquard (FRA)       | 37è         |
| 72          | Davide Cimolai (ITA)      | 157è        |
| 73          | Simone Consonni (ITA)     | 28è         |
| 74          | Simon Geschke (GER)       | 32è         |
| 75          | Pierre-Luc Périchon (FRA) | 109è        |
| 76          | Szymon Sajnok (POL)       | 129è        |
| 77          | Davide Villella (ITA)     | 110è        |

| Drone Hopper-Androni Giocattoli DRA | Drone Hopper-Androni Giocattoli DRA | Drone Hopper-Androni Giocattoli DRA |
| ----------------------------------- | ----------------------------------- | ----------------------------------- |
| Núm                                 | Ciclista                            | Pos                                 |
| 81                                  | Didier Merchán (COL)                | DNF                                 |
| 82                                  | Eduard-Michael Grosu (ROU)          | 156è                                |
| 83                                  | Umberto Marengo (ITA)               | 153è                                |
| 84                                  | Jhonatan Restrepo Valencia (COL)    | 59è                                 |
| 85                                  | Filippo Tagliani (ITA)              | 152è                                |
| 86                                  | Edoardo Zardini (ITA)               | 113è                                |
| 87                                  | Ricardo Zurita (ESP)                | 142è                                |

| EF Education-EasyPost EFE | EF Education-EasyPost EFE      | EF Education-EasyPost EFE |
| ------------------------- | ------------------------------ | ------------------------- |
| Núm                       | Ciclista                       | Pos                       |
| 91                        | Alberto Bettiol (ITA)          | 131è                      |
| 92                        | Owain Doull (GBR)              | 36è                       |
| 93                        | Michael Valgren Andersen (DEN) | 25è                       |
| 94                        | Jonas Rutsch (GER)             | 87è                       |
| 95                        | Thomas Scully (NZL)            | 132è                      |
| 96                        | James Shaw (GBR)               | 135è                      |
| 97                        | Julius van den Berg (NED)      | 147è                      |

| Eolo-Kometa EOK | Eolo-Kometa EOK         | Eolo-Kometa EOK |
| --------------- | ----------------------- | --------------- |
| Núm             | Ciclista                | Pos             |
| 101             | Vincenzo Albanese (ITA) | 11è             |
| 102             | Davide Bais (ITA)       | 97è             |
| 103             | Francesco Gavazzi (ITA) | 44è             |
| 104             | Mirco Maestri (ITA)     | 84è             |
| 105             | Samuele Rivi (ITA)      | 74è             |
| 106             | Diego Rosa (ITA)        | 46è             |
| 107             | Diego Sevilla (ESP)     | 65è             |

| Groupama-FDJ GFC | Groupama-FDJ GFC                 | Groupama-FDJ GFC |
| ---------------- | -------------------------------- | ---------------- |
| Núm              | Ciclista                         | Pos              |
| 111              | Arnaud Démare (FRA)              | 10è              |
| 112              | Kevin Geniets (LUX) (ruta)       | 107è             |
| 113              | Quentin Pacher (FRA)             | 20è              |
| 114              | Ignatas Konovalovas (LTU) (ruta) | DNF              |
| 115              | Anthony Roux (FRA)               | 128è             |
| 116              | Miles Scotson (AUS)              | 149è             |
| 117              | Clément Davy (FRA)               | 150è             |

| Ineos Grenadiers IGD | Ineos Grenadiers IGD     | Ineos Grenadiers IGD |
| -------------------- | ------------------------ | -------------------- |
| Núm                  | Ciclista                 | Pos                  |
| 121                  | Michał Kwiatkowski (POL) | 16è                  |
| 122                  | Filippo Ganna (ITA)      | 51è                  |
| 123                  | Ethan Hayter (GBR)       | 56è                  |
| 124                  | Thomas Pidcock (GBR)     | DNF                  |
| 125                  | Luke Rowe (GBR)          | 85è                  |
| 126                  | Ben Swift (GBR) (ruta)   | 108è                 |
| 127                  | Elia Viviani (ITA)       | 116è                 |

| Intermarché-Wanty-Gobert Matériaux IWG | Intermarché-Wanty-Gobert Matériaux IWG | Intermarché-Wanty-Gobert Matériaux IWG |
| -------------------------------------- | -------------------------------------- | -------------------------------------- |
| Núm                                    | Ciclista                               | Pos                                    |
| 131                                    | Alexander Kristoff (NOR)               | 26è                                    |
| 132                                    | Biniam Girmay (ERI)                    | 12è                                    |
| 133                                    | Andrea Pasqualon (ITA)                 | 91è                                    |
| 134                                    | Lorenzo Rota (ITA)                     | 19è                                    |
| 135                                    | Rein Taaramäe (EST)                    | 140è                                   |
| 136                                    | Loïc Vliegen (BEL)                     | 93è                                    |
| 137                                    | Simone Petilli (ITA)                   | 69è                                    |

| Israel-Premier Tech IPT | Israel-Premier Tech IPT  | Israel-Premier Tech IPT |
| ----------------------- | ------------------------ | ----------------------- |
| Núm                     | Ciclista                 | Pos                     |
| 141                     | Giacomo Nizzolo (ITA)    | 18è                     |
| 142                     | Matthias Brändle (AUT)   | 83è                     |
| 143                     | Alexander Cataford (CAN) | 95è                     |
| 144                     | Alex Dowsett (GBR)       | 80è                     |
| 145                     | Omer Goldstein (ISR)     | 48è                     |
| 146                     | Krists Neilands (LAT)    | 21è                     |
| 147                     | Rick Zabel (GER)         | 71è                     |

| Jumbo-Visma TJV | Jumbo-Visma TJV            | Jumbo-Visma TJV |
| --------------- | -------------------------- | --------------- |
| Núm             | Ciclista                   | Pos             |
| 151             | Wout van Aert (BEL) (ruta) | 8è              |
| 152             | Edoardo Affini (ITA)       | 154è            |
| 153             | Christophe Laporte (FRA)   | 22è             |
| 154             | Primož Roglič (SLO)        | 17è             |
| 155             | Tosh Van der Sande (BEL)   | 99è             |
| 156             | Jos van Emden (NED)        | 158è            |
| 157             | Nathan Van Hooydonck (BEL) | 58è             |

| Lotto-Soudal LTS | Lotto-Soudal LTS         | Lotto-Soudal LTS |
| ---------------- | ------------------------ | ---------------- |
| Núm              | Ciclista                 | Pos              |
| 162              | Filippo Conca (ITA)      | 145è             |
| 163              | Frederik Frison (BEL)    | 90è              |
| 164              | Philippe Gilbert (BEL)   | 144è             |
| 165              | Roger Kluge (GER)        | DNF              |
| 166              | Maxim Van Gils (BEL)     | 34è              |
| 167              | Florian Vermeersch (BEL) | 125è             |

| Movistar Team MOV | Movistar Team MOV               | Movistar Team MOV |
| ----------------- | ------------------------------- | ----------------- |
| Núm               | Ciclista                        | Pos               |
| 171               | Alexander Aranburu Deba (ESP)   | 13è               |
| 172               | William Barta (USA)             | 61è               |
| 173               | Iñigo Elosegui (ESP)            | 100è              |
| 174               | Iván García Cortina (ESP)       | 23è               |
| 175               | Abner González (PUR)            | 45è               |
| 176               | Max Kanter (GER)                | 103è              |
| 177               | Gonzalo Serrano Rodríguez (ESP) | 41è               |

| Quick-Step Alpha Vinyl QST | Quick-Step Alpha Vinyl QST  | Quick-Step Alpha Vinyl QST |
| -------------------------- | --------------------------- | -------------------------- |
| Núm                        | Ciclista                    | Pos                        |
| 181                        | Fabio Jakobsen (NED)        | 86è                        |
| 182                        | Andrea Bagioli (ITA)        | 60è                        |
| 183                        | Rémi Cavagna (FRA) (ruta)   | 127è                       |
| 184                        | Mattia Cattaneo (ITA)       | 104è                       |
| 185                        | Mikkel Frølich Honoré (DEN) | 38è                        |
| 186                        | Florian Sénéchal (FRA)      | 14è                        |
| 187                        | Zdeněk Štybar (CZE)         | 68è                        |

| Arkéa-Samsic ARK | Arkéa-Samsic ARK     | Arkéa-Samsic ARK |
| ---------------- | -------------------- | ---------------- |
| Núm              | Ciclista             | Pos              |
| 191              | Nacer Bouhanni (FRA) | 27è              |
| 192              | Maxime Bouet (FRA)   | 64è              |
| 193              | Romain Hardy (FRA)   | 151è             |
| 194              | Kévin Ledanois (FRA) | 121è             |
| 195              | Laurent Pichon (FRA) | 76è              |
| 196              | Clément Russo (FRA)  | 75è              |
| 197              | Connor Swift (GBR)   | 77è              |

| BikeExchange-Jayco BEX | BikeExchange-Jayco BEX    | BikeExchange-Jayco BEX |
| ---------------------- | ------------------------- | ---------------------- |
| Núm                    | Ciclista                  | Pos                    |
| 201                    | Michael Matthews (AUS)    | 4t                     |
| 202                    | Lawson Craddock (USA)     | 124è                   |
| 203                    | Luke Durbridge (AUS)      | 55è                    |
| 204                    | Alexander Edmondson (AUS) | 123è                   |
| 205                    | Alexander Konychev (ITA)  | 114è                   |
| 206                    | Cameron Meyer (AUS)       | 148è                   |
| 207                    | Luka Mezgec (SLO)         | 33è                    |

| Team DSM DSM | Team DSM DSM               | Team DSM DSM |
| ------------ | -------------------------- | ------------ |
| Núm          | Ciclista                   | Pos          |
| 211          | Chris Hamilton (AUS)       | 62è          |
| 212          | Romain Combaud (FRA)       | 122è         |
| 213          | Søren Kragh Andersen (DEN) | 7è           |
| 214          | Andreas Leknessund (NOR)   | 53è          |
| 215          | Joris Nieuwenhuis (NED)    | 63è          |
| 216          | Martijn Tusveld (NED)      | 130è         |
| 217          | Kevin Vermaerke (USA)      | 159è         |

| TotalEnergies TEN | TotalEnergies TEN          | TotalEnergies TEN |
| ----------------- | -------------------------- | ----------------- |
| Núm               | Ciclista                   | Pos               |
| 221               | Peter Sagan (SVK) (ruta)   | 92è               |
| 222               | Edvald Boasson Hagen (NOR) | 81è               |
| 223               | Maciej Bodnar (POL)        | 146è              |
| 224               | Niccolò Bonifazio (ITA)    | 49è               |
| 225               | Daniel Oss (ITA)           | 42è               |
| 226               | Julien Simon (FRA)         | 138è              |
| 227               | Anthony Turgis (FRA)       | 2n                |

| UAE Team Emirates UAD | UAE Team Emirates UAD | UAE Team Emirates UAD |
| --------------------- | --------------------- | --------------------- |
| Núm                   | Ciclista              | Pos                   |
| 231                   | Tadej Pogačar (SLO)   | 5è                    |
| 232                   | Alessandro Covi (ITA) | 72è                   |
| 233                   | Davide Formolo (ITA)  | DNF                   |
| 234                   | Ryan Gibbons (RSA)    | 89è                   |
| 235                   | Jan Polanc (SLO)      | 57è                   |
| 236                   | Oliviero Troia (ITA)  | 118è                  |
| 237                   | Diego Ulissi (ITA)    | 24è                   |